# Benátky, Svitavy
Benátky là một làng thuộc huyện Svitavy, vùng Pardubický, Cộng hòa Séc.